# Lexi Belle
Jessica McComber (Independence, Luisiana; 5 de agosto de 1987), más conocida como Lexi Belle, es una actriz pornográfica, actriz de cine y modelo erótica estadounidense. En 2014 fue elegida Pet of the Year de la revista Penthouse.

## Primeros años
Lexi nació en Independence, Luisiana. Cuando tenía seis años, su madre falleció en un accidente de tráfico. Como consecuencia, ingresó al sistema de cuidado temporal, pasando por una serie de hogares temporales durante dos años, hasta ser reubicada junto a una familia de acogida más estable. Lexi vivió con ellos entre los 8 y 12 años de edad, pero nuevamente volvió bajo la tutela del estado cuando su madre adoptiva fue diagnosticada de cáncer.

## Carrera profesional
Trabajaba en un videoclub, cuando fue descubierta por alguien que la había visto en su MySpace y quería contratarla para la industria del porno. Tres meses más tarde, fue por primera vez a un set pornográfico. Su primera escena fue la primera vez en la que hacía una felación.
El 25 de febrero de 2009, Belle apareció en The Howard Stern Show, en un concurso titulado "Gana un trío con Lexi" en el que dos parejas competían por la posibilidad de hacer un trío con la estrella porno. En el programa, Belle dijo que aún tiene pendiente realizar una escena gang bang.
En 2011, fue nombrada como una de las 12 estrellas más populares de la industria pornográfica por CNBC. CNBC señaló sus múltiples premios AVN y XBIZ, así como la popularidad de su sitio web.
En 2012 realizó su primera escena de sexo anal, junto a James Deen, para la película Lexi.
Fue elegida Pet of the Month por la revista Penthouse en mayo de 2013.
En 2015, Belle realizó su debut como actriz en la película de acción Samurai Cop 2: Deadly Vengeance, junto a Kayden Kross y Tommy Wiseau.

## Vida personal
Belle perdió la virginidad en su decimoséptimo cumpleaños, con su novio de entonces, también virgen. Trataron de usar como método anticonceptivo un film estirable, ya que no tenían condón. Ella prefiere dominar a otras y le gusta ser sometida a la hipoxifilia.
Se confiesa una seguidora de Star Wars y su película favorita de la saga es el Star Wars: Episode II - Attack of the Clones.

## Premios

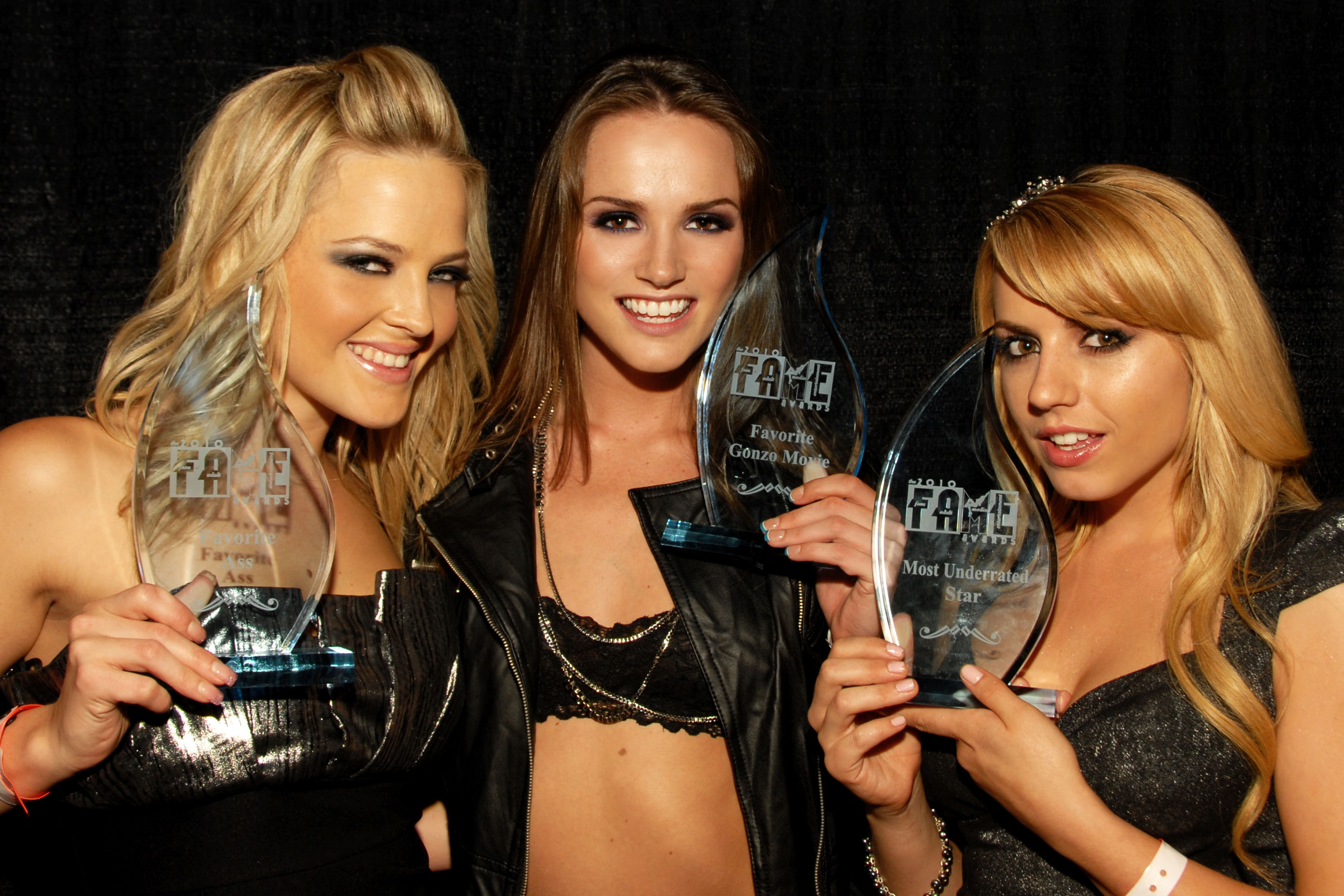
Lexi Belle (derecha), con Alexis Texas (izquierda) y Tori Black (centro), posando con sus premios F.A.M.E., 2010.

| Premiación                   | Año  | Resultado | Categoría                                       | Trabajo                                       |
| ---------------------------- | ---- | --------- | ----------------------------------------------- | --------------------------------------------- |
| Premio Adam Film World Guide | 2008 | Nominada  | Adolescente de ensueño del año                  | Adolescente de ensueño del año                |
| Premio AVN                   | 2010 | Nominada  | Mejor escena de sexo de parejas lésbicas        | Field of Schemes 5                            |
| Premio AVN                   | 2010 | Nominada  | Mejor estrella joven nueva                      | Mejor estrella joven nueva                    |
| Premio AVN                   | 2011 | Ganadora  | Mejor actriz secundaria                         | Batman XXX: A Porn Parody                     |
| Premio AVN                   | 2012 | Ganadora  | Mejor escena de sexo en pareja                  | The Bombshells 3                              |
| Premio AVN                   | 2012 | Ganadora  | Mejor escena de sexo oral                       | Massive Facials 4                             |
| Premio AVN                   | 2013 | Ganadora  | Mejor interpretación Tease                      | Remy (con Remy LaCroix)                       |
| Premio AVN                   | 2013 | Ganadora  | Mejor escena de sexo en trío (M-M-F)            | Lexi                                          |
| Premio AVN                   | 2014 | Nominada  | Fan awards: Estrella de medios sociales         | Fan awards: Estrella de medios sociales       |
| Premio XRCO                  | 2010 | Ganadora  | Dream Cream                                     | —                                             |
| Premio F.A.M.E.              | 2010 | Nominada  | Estrella joven subestimada favorita             | —                                             |
| Premio Orgazmik              | 2010 | Nominada  | Mejor intérprete femenina                       | —                                             |
| Premio NightMoves            | 2012 | Nominada  | Mejor intérprete femenina (opción del editor)   | Mejor intérprete femenina (opción del editor) |
| Premio NightMoves            | 2013 | Nominada  | Mejor cuerpo en general (opción del editor)     | Mejor cuerpo en general (opción del editor)   |
| Premio NightMoves            | 2014 | Ganadora  | Mejor bailarina destacada (opción de los fanes) | —                                             |
| Premio TLA RAW               | 2013 | Nominada  | Intérprete femenina del año                     | Intérprete femenina del año                   |
| Premio XBIZ                  | 2013 | Nominada  | Lanzamiento gonzo del año                       | Lexi                                          |